# Пітайо жовточеревий
Пітайо жовточеревий (Silvicultrix diadema) — вид горобцеподібних птахів родини тиранових (Tyrannidae). Мешкає в Андах.

## Опис
Довжина птаха становить 12,2 см. Забарвлення переважно темно-оливково-зелене, голова тьмяніша. Лоб охристо-жовтий, над очима вузькі жовті "брови". Крила і хвіст чорнувато-коричневі або сірувато-коричневі. Живіт і гузка жовті. На крилах рудуваті смужки.

## Підвиди
Виділяють п'ять підвидів:
- S. d. jesupi (Allen, JA, 1900) — Сьєрра-Невада-де-Санта-Марта (північно-східна Колумбія);
- S. d. rubellula (Wetmore, 1946) — Сьєрра-де-Періха (північно-східна Колумбія і північно-західна Венесуела);
- S. d. tovarensis (Gilliard, 1940) — північна Венесуела;
- S. d. diadema (Hartlaub, 1843) — східна Колумбія, західна і північно-західна Венесуела;
- S. d. gratiosa (Sclater, PL, 1862) — західна Колумбія, східний Еквадор і північне Перу.

## Поширення і екологія
Жовточереві пітайо мешкають в Колумбії, Венесуелі, Еквадорі і Перу. Вони живуть у вологих гірських тропічних лісах Анд та на болотах. Зустроічаються на висоті від 1700 до 3100 м над рівнем моря (переважно на висоті від 1900 до 2300 м над рівнем моря). Живляться комахами, яких ловлять в підліску. Сезон розмноження триває з січня по жовтень в Колумбії та з березня по грудень в Еквадорі. В кладці 4 білих яйця.